# Johann Nepomuk Miller
Johann Nepomuk Miller (* 21. August 1838; † 15. Juni 1883 in Gmünd) war ein deutscher Politiker und Verwaltungsbeamter.
Miller war Oberamtspfleger im Oberamt Gmünd. 1879 wurde er für den ausgeschiedenen Karl von Streich für Gmünd in die Zweite Kammer der Württembergischen Landstände gewählt. In diese trat er zum 29. Januar 1880 ein. Er wurde in der zweiten Wahlperiode 1882 bis 1888 bestätigt und wurde Schriftführer im Vorstand. Er starb 1883 im Amt an Gesichtsrose.